# YF-24 エボリューション
YF-24 エボリューション（ワイエフ・にじゅうよん エボリューション、Evolution）は、テレビアニメ『マクロスF』、小説版『マクロスフロンティア』に登場する架空の兵器。
メカニックデザインは、河森正治が実在の戦闘機「F-14 トムキャット」と「Su-27 フランカー」と「F-22 ラプター」をモチーフに行った。

## 機体概要
YF-24 エボリューションは、2039年より次期主力戦闘機開発計画（AVF） 「プロジェクト・スーパーノヴァ」で開発されたVF-19シリーズと、VF-22シリーズのAVFを超える存在の可変戦闘機を目指して開発された機体である。
新統合軍の機動兵器としては最高級の性能を誇った無人戦闘機ゴーストAIF-7Sでも勝利できない敵性勢力との接触も懸念された中で（マオ・ノームによるバジュラとの邂逅の予測等）、ゴーストがVF-171 ナイトメアプラスとの連携での運用が常態化した現状に危惧した新星インダストリー社技術者とエデン軍のパイロットたちが開発に従事した。そのため、新統合軍側も開発に一応関与はしているが非協力的であったと言われる。その理由は、有人操縦の限界を超えた機体性能を持つVF-19やVF-22以上の性能の機体を開発したとしても、主力可変戦闘機として役に立たない理由が挙げられた。VF-19やVF-22でさえ試作段階よりデ・チューンされたとはいえ乗り手を選び、性能を十分に発揮できるパイロットは一部のトップクラスの技量を持つ者に限られた。
また、別の理由として高性能な新型機を開発した場合、その機体が新統合政府や新統合軍への反逆に使用される可能性があった。地球の新統合政府総統府や新統合軍総司令部への反逆の可能性に関しては、実際に反逆ではないが2040年3月に発生したシャロン・アップル事件において、単機で衛星軌道上の自動衛星防衛網を突破した上、SDF-1 マクロスを落としたイサム・ダイソン搭乗のYF-19や、実際に旧態依然の集権体制であった地球の新統合政府や新統合軍に反逆を行ったエイジス・フォッカー搭乗のVF-19Aと、ギリアム・アングレート搭乗の正体不明機（VF-22Sだとの情報もある）による襲撃事件が2051年に発生している。このような反逆行為を真に恐れるために、地球の新統合政府や新統合軍は開発に興味を持たなかった。しかし、新星インダストリー社技術者とエデン軍のパイロットたち、そして支援者（軍需産業の保護の観点）からの強い希望により開発が認可された。
YF-24 エボリューションが完成した後にどういった経緯があったかは詳細に語られてはいないが、新統合軍総司令部より許可されて、YF-24の設計図は一部の移民船団や移民惑星に提供された。移民船団への提供、開示が許可された理由には2048年にバジュラの存在が確認され、その同じ年に惑星ガリア4において第117大規模調査船団壊滅事件が発生し、生存者らの証言や記録から当時主力であったVF-171やゴーストではバジュラに応戦することが極めて難しく、このままでは他の移民船団も危険であると総司令部が判断したとされる。
こうしてYF-24の設計図は一部移民船団の各関連企業に開示され、この機体をベースに新型可変戦闘機開発計画が開始される。中でもバジュラとの接触の可能性の高かった３船団で具体的な開発が進んでおり、マクロス・フロンティア船団YF-25、マクロス・オリンピア船団YF-26、マクロス・ギャラクシー船団YF-27の開発ナンバーが与えられ「トライアングル計画」と呼ばれた。このうちYF-26は後に開発を中止し、YF-25の開発に統合されている。最終的にフロンティアではYF-25 プロフェシーを経てVF-25 メサイアを実用化、ギャラクシーではYF-27 シャヘルを経てVF-27 ルシファーが実用化（ただし新統合軍としては未認可）された。さらにフロンティアとS.M.S.ではそれぞれ、VF-25とは別系統でより高純度の「フォールド・クォーツ」を用いたYF-29 デュランダル、YF-30 クロノスが開発されている。YF-30は、後に相応の仕様変更を受けて、VF-31 カイロスとして正式採用された。

## 新技術
ISCやEXギアシステムといった新たな概念に基づいた対G技術は、既存の機体に搭載した方が安上がりとの意見もあったが、新機体開発による軍需産業の保護や、既存の可変戦闘機より戦闘力があるといわれるバジュラ対策のために、YF-24開発とともにこれらの新技術開発も同時に行われ、YF-24において試験運用される運びとなった。
ISC
ISC（Inertia Store Converter：慣性蓄積コンバーター）とは、高機動運動の際に機体にかかる慣性負荷をフォールド空間に一時的に蓄積させ少量ずつ通常空間に還元するシステムであり、パイロットを瞬間的な慣性負荷から設計最大荷重27.5Gまで保護する。YF-24で実用化され、それを原型機とした以降の機体にも搭載されている。
VF-25やVF-27のISCは加減速機動時間が最大120秒間であり、溜めた慣性を還元するまで次の高機動は行えない。VF-25やVF-27はYF-24のISCを基に、それぞれの船団で独自開発した別系統のISCであり、特にVF-27のISCはIVCと呼ばれているが、性能的には両者にほとんど差はない。ISCはフォールド・クォーツの力で実現した新システムだが、その性能はフォールド・クォーツの質と量に比例する（現時点で人類が生み出せる限界である、人工フォールド・カーボンを使用した廉価版ISCは、クォーツ使用の物に比べて性能が劣る）。姉妹機と比べて突出した性能を持つYF-29のISCは、バジュラとの交戦で大量のクォーツを入手出来たからこそのもの。
EXギアシステム
パイロットが装備する飛行能力を持ったパワードスーツの一種。機体の操縦装置と脱出装置を兼ねている。

## バリエーション
YF-24 1号機
マクロス・バトル13に運ばれる。そこでアグレッサー機として配備された。
YF-24 2号機
惑星メサイアに運ばれる。試験の後に廃棄される。
YF-24 3号機
惑星エデンに配備され、限界性能試験をした後に整備保管される。小説『マクロスフロンティア』では、2059年のエデンに襲来したバジュラ迎撃に使用される。
YF-24 3号機か不明であるが、YF-24の限界性能試験の際にイサム・ダイソン少佐が搭乗していたとされる。2057年のテスト時に演習でVF-19シリーズとVF-22シリーズは合わせて24機撃墜認定され、その後60隻の宇宙艦隊と艦隊所属の艦載機五百機以上を相手にして演習し、大型空母が撃墜認定された。この件に関してはYF-24の高性能さ、イサム・ダイソンの腕が一流だったという事実はあるが、無人機が台頭し、新統合軍パイロットの実戦経験不足による技術低下が蔓延しているとの評価がされている。
VF-24
模型誌の『月刊モデルグラフィックス No.290』の「アドバンスバルキリークロニクル(前編）」で「これまでに初飛行をした歴代のVFが右主翼に描かれた」VF-25量産第一号機を想定した模型が掲載されている。そしてそのVF-24（YF-24の量産型と推測される）の初飛行の年代は2055年とVF-25量産第一号機の模型の右主翼に描かれているが、これは公式設定ではない。

## 備考
テレビ版『マクロスF』第15話「ロスト・ピース」にデータで2面図のYF-24のファイターモードが登場する。
PlayStation Portable用ゲーム『マクロスアルティメットフロンティア 超時空娘々パック』の特典映像で河森正治がVF-25の機体を説明する際に登場したブロックで作られたVF-25の試作模型が、VF-25の可変翼よりも後縁がW状に屈曲した可変デルタ翼のYF-24に近い翼の形状であった。